# Elacatinus oceanops
Elacatinus oceanops  (лат.) — вид мелких морских рыб из семейства бычковых (Gobiidae), распространённый в коралловых рифах Карибского региона от Флориды и Багамских островов через Мексиканский залив до Белиза.
Тело вытянутое, длиной всего 3,5 см (максимальная длина 5 см). Начиная от глаз, по бокам тела до хвоста проходит ярко-синяя полоса, выше и ниже которую окаймляют чёрные полосы. Брюхо беловатое.
Elacatinus oceanops, как и другие виды в роде Elacatinus, выполняет роль, связанную с чисткой других рыб от паразитов. Рыбы обитают на так называемых «станциях очистки» на возвышенных коралловых блоках на глубине до 40 метров и живут там в одиночку, в парах или в больших группах до 30 особей. Они питаются паразитическими рачками, которых вынимают из кожи своих «клиентов». Ведущие дневной образ рыбы прячутся ночью в свои коралловые убежища. Рыбы моногамны.